# Dan Bunz
Dan Bunz (Roseville, 7 ottobre 1955) è un ex giocatore di football americano statunitense che ha militato nel ruolo di linebacker nella National Football League (NFL).

## Carriera
Al college Bunz giocò a football alla Long Beach State University. Fu scelto dai San Francisco 49ers come ventiquattresimo assoluto nel Draft NFL 1978. Vi giocò fino alla stagione 1984, vincendo due Super Bowl. Chiuse la carriera nel 1985 con i Detroit Lions.

### The Stop
Nel Super Bowl XVI (24 gennaio 1982), Bunz mise a segno uno dei placcaggi più famosi della storia della NFL. Su una situazione critica di primo down e goal a una yard dalla end zone dei 49ers, il quarterback dei Cincinnati Bengals Ken Anderson lanciò un passaggio verso Charles Alexander ma Bunz giunse prontamente, afferrando Alexander per la vita e spingendolo indietro prima che potesse segnato. Se Bunz avesse stretto Alexander più in alto, ls forza di inerzia lo avrebbe certamente spinto dentro la end zone. Conosciuta come "The Stop", a questa giocata ne seguì un'altra sul quarto down, rallentando la rimonta di Cincinnati e spingendo i 49ers alla vittoria del loro primo Super Bowl.

## Palmarès

### Franchigia
- Super Bowl : 2

San Francisco 49ers: XVI, XIX
- National Football Conference Championship: 2

San Francisco 49ers: 1981, 1984

### Individuale
- PFWA All-Rookie Team - 1978